# 扎莫斯季謝 (別廖茲諾區)
50°55′52″N 26°37′27″E / 50.93111°N 26.62417°E
扎莫斯季謝（烏克蘭語：Замостище），是烏克蘭西北部的村莊，隸屬里夫內州的里夫內區。該村始建於1870年，面積0.16平方公里，海拔高度187米，2001年人口54，人口密度每平方公里337.5人。